# Исакссон, Андреас
Андре́ас И́сакссон (швед. Andreas Isaksson; род. 3 октября 1981[…], Треллеборг, Мальмёхус) — бывший шведский футбольный вратарь. Занимает третье место по количеству проведённых матчей в истории сборной Швеции.

## Карьера
Исакссон начал свою карьеру в родном городе в клубе «Треллеборг». В 1999 году перспективного молодого вратаря купил итальянский «Ювентус», но Исакссон так и не сыграл ни одного матча за первую команду туринского клуба.
В 2001 году он вернулся в Швецию, в клуб «Юргорден» и выиграл с ним чемпионаты страны 2002 и 2003 годов и Кубок Швеции 2003 года. В это же время он стал игроком сборной Швеции, дублёром Магнуса Хедмана. Свой первый матч за сборную Швеции Исакссон сыграл в марте 2002 года. Травма Хедмана позволила Исакссону занять постоянное место в воротах национальной команды, в которой он сыграл все кроме одного матчи отборочного турнира Чемпионата Европы 2004 и все матчи финального турнира.
После чемпионата Европы Исакссон перешёл во французский «Ренн», в котором играл вместе с партнёром по сборной Кимом Чельстрёмом. Он оставался основным вратарем сборной и на Чемпионате мира 2006 сыграл 3 матча.
15 августа 2006 года Исакссон за 2 миллиона фунтов перешёл в «Манчестер Сити». Со своим ростом 199 см он стал самым высоким футболистом английской Премьер-Лиги. Из-за травм он сыграл свой первый матч за горожан только 9 декабря 2006 года, второй матч — 14 марта 2007 года, но после этого выходил на поле во всех оставшихся матчах сезона. Начало сезона 2007/08 Исакссон тоже пропустил из-за травм, а потом провёл несколько неуверенных матчей (в том числе поражение от «Мидлсбро» 1-8) и потерял место в составе, уступив его молодому Джо Харту. Несмотря на отсутствие постоянной игровой практики в клубе, по-прежнему оставался основным вратарём сборной Швеции и провёл 3 игры на Чемпионате Европы 2008.
2 июля 2008 года Исакссон подписал с нидерландским клубом ПСВ контракт до 2012 года. Переход шведа состоялся после того, как эйндховенцы продали своего голкипера Эурелио Гомеша в «Тоттенхэм Хотспур». Первый матч за ПСВ провёл 23 августа против «Фейеноорда».
В июле 2012 года заключил контракт на три года с турецким клубом «Касымпаша».
После Евро 2016, отказался играть за сборную.

## Достижения
- Чемпион Швеции: 2002, 2003
- Обладатель Кубка Швеции: 2002
- Обладатель Кубка Нидерландов: 2012
- Лучший вратарь Швеции: 2002, 2003, 2004, 2005